# 光岡・ユーガ
光岡・ユーガ（Yuga ）とは、光岡自動車が製造・販売していたトールワゴン型乗用自動車。

## 概要
日産・キューブ（初代）をベースに、ロンドンタクシーをモチーフとしてデザインされた。2000年3月より販売開始。
フロントを中心にデザインを大幅に変更し、メッキパーツを多用することで、クラシカルな雰囲気に仕上がっている。販売期間内において約200台程度のみ生産されたとされる。
インテリアはキューブと基本的には同じだが、ウッドパネルとウッドステアリング、本革調シートがオプションで用意された。
エンジンはキューブに搭載されていた1.3L直4DOHCで、駆動方式はFFと4WDの2種類。トランスミッションは4速AT（FF）とCVT（4WD）。サスペンションは、フロントはストラット式だが、リアはFFが5リンク、4WDがパラレルリンク式と駆動方式で異なる。
グレードはそれぞれの駆動方式において、「デラックス」と上位モデル「ロイヤル」の2種類が存在する。上位モデルにはパワーウィンドウや集中ドアロックが装備されている。
新車時の価格は、「デラックス」は1,893,000〜2,326,000円、「ロイヤル」は2,003,000〜2,426,000円。
中古車市場においては、「希少車」として認識されているが、その多くはベース車であるキューブの中古車両をベースとしてユーガ仕様にカスタムされた「メイクアップ・ユーガ」が広く出回っている。
そのため光岡自動車製造のユーガはさらに希少な車体となる。なお光岡自動車製造の車両かどうかは、車台番号から確認することができる。
ベース車のフルモデルチェンジに伴い、2001年10月に生産終了。